# Masters de Indian Wells 2001

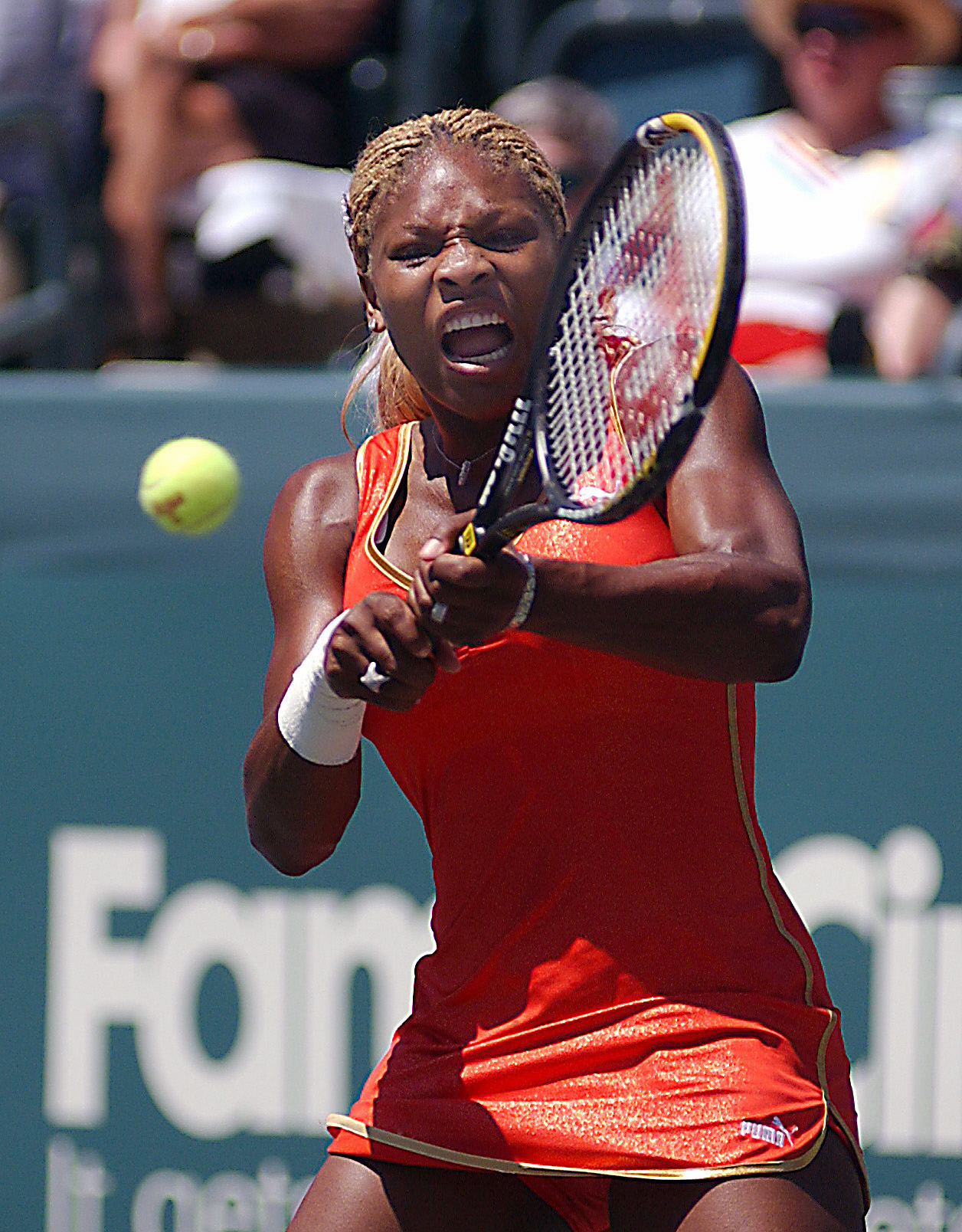
Serena Williams, Copa Círculo Familiar 2002.

El 2001 Masters de Indian Wells fue la 25.ª edición del Masters de Indian Wells, un torneo del circuito ATP y WTA Tour. Se llevó a cabo en las canchas duras de Indian Wells, en California (Estados Unidos), entre el 8 y el 18 de marzo de ese año.

## Ganadores

### Individual masculino
Andre Agassi venció a  Pete Sampras, 7–6, 7–5, 6–1

### Individual femenino
Serena Williams venció a  Kim Clijsters, 4–6, 6–4, 6–2

### Dobles masculino
Wayne Ferreira /  Yevgeny Kafelnikov vencieron a  Jonas Björkman /  Todd Woodbridge, 6–2, 7–5

### Dobles femenino
Nicole Arendt /  Ai Sugiyama vencieron a  Virginia Ruano Pascual /  Paola Suárez, 6–4, 6–4